# عبد الوهاب القزويني
الشيخ عبد الوهاب بن محمد علي الشريف النجفي القزويني (ت. 1270 هـ). هو رجل دين شيعي إيراني كان من تلامذة جعفر كاشف الغطاء، ومحمد جواد العاملي، وعبد الله شبر. وقد هاجر في أواخر عمره إلى النجف، وتصدر بها التدريس والفتوى إلى أن توفي بها.

## مؤلفاته
من مؤلفاته المذكورة في بعض الفهارس وكتب السير والتراجم:
| - فائدة في أصل البراءة. - عدم جواز اجتماع الأمر والنهي. - هداية المسترشدين. - التجري. | - حجية الإجماع. - العدالة. - عدم الظن في الأحكام. - الفوائد الأصولية. |

## وفاته
توفي سنة 1270 هـ، وقد ذكر صاحب كتاب علماء النجف في كتابه هذا أن القزويني: ”تنبه ساعة قبل وفاته فأمر من معه بوضعه في تابوت وإدخاله داخل الروضة الحيدرية ولما وضع تابوته أمام الضريح المطهر فاضت آخر أنفاسه داخل الحرم وذلك سنة 1270هـ“.

### كتب
- الذريعة إلى تصانيف الشيعة. آغا بزرگ الطهراني، طبع بيروت - لبنان، تاريخ الطبع مفقود، منشورات دار الأضواء.